# Barbacana de Varsovia

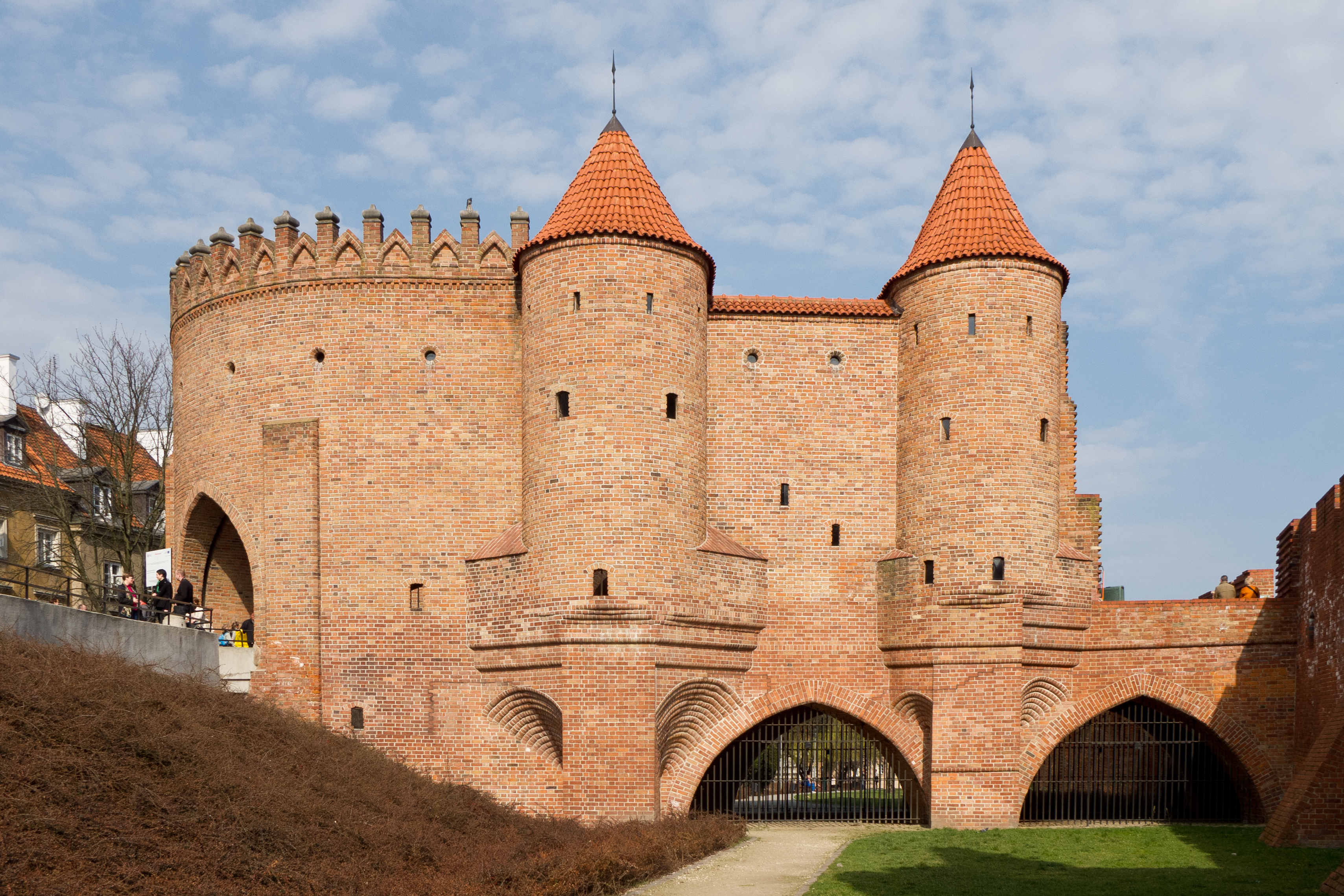
La Barbacana de Varsovia, vista desde el exterior de las murallas del centro histórico de Varsovia.

La Barbacana de Varsovia (en polaco: Barbakan w Warszawie) es una barbacana situada en Varsovia, Polonia, y uno de los pocos restos que se conservan de la compleja red de fortificaciones históricas que antiguamente rodeaban la ciudad. Situada entre el centro histórico y la ciudad nueva, es una importante atracción turística.

## Historia

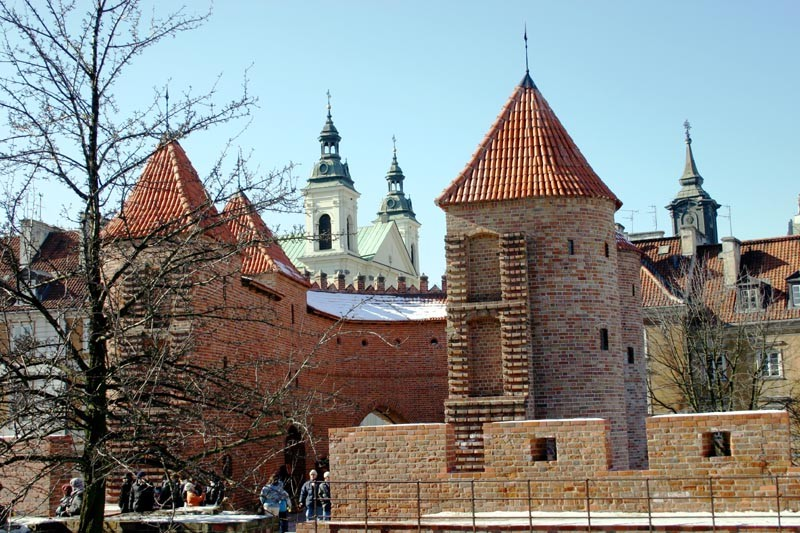
La barbacana vista desde dentro de las murallas del centro histórico de Varsovia.

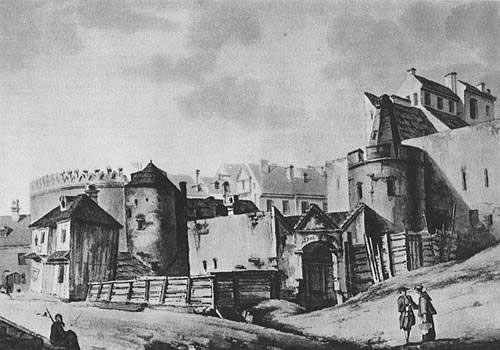
La barbacana en una acuarela de finales del siglo xviii de Zygmunt Vogel.

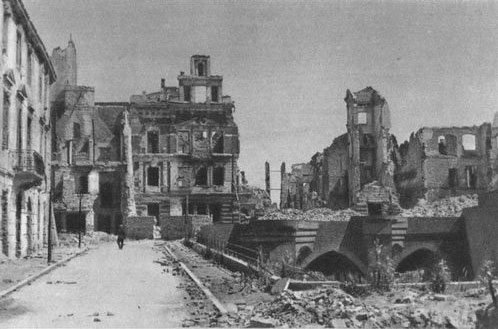
La barbacana y edificios adyacentes, dañados en la Segunda Guerra Mundial.

La barbacana fue erigida en 1540 en lugar de una puerta más antigua para proteger la calle Nowomiejska. Fue diseñada por Juan Bautista el Veneciano, un arquitecto del Renacimiento italiano que vivió y trabajó en la región de Mazovia de la Polonia del siglo xvi y fue esencial en la reconstrucción de las murallas del siglo xiv, que en esa época estaban en mal estado. La barbacana tenía la forma de un bastión semicircular de tres plantas y estaba patrullada por fusileros. Tenía 14 metros de anchura y 15 metros de altura desde el fondo del foso que rodeaba las murallas, y se extendía 30 metros desde las murallas exteriores.
Casi inmediatamente después de su construcción, la barbacana de cuatro torres se convirtió en un anacronismo que prácticamente no servía para ningún propósito práctico, como consecuencia de los rápidos avances en artillería. Se usó en la defensa de la ciudad solo una vez, durante la invasión sueca de Polonia, el 30 de junio de 1656, cuando tuvo que ser recapturada por el ejército polaco de Juan II Casimiro a los suecos.
En el siglo xviii, la barbacana fue desmantelada parcialmente dado que su valor defensivo era insignificante, y la ciudad se beneficiaba más de una puerta más grande que facilitara el movimiento de personas y bienes dentro y fuera de la ciudad. En el siglo xix, sus restos fueron incorporados en edificios de apartamentos de reciente construcción. Durante el período de entreguerras, en 1937-1938, Jan Zachwatowicz reconstruyó parte de las murallas y la parte occidental del puente, demoliendo uno de los edificios nuevos en el proceso de reconstrucción. Sin embargo, la falta de fondos retrasó la reconstrucción completa de la barbacana, y la invasión de Polonia en 1939 por la Alemania nazi hizo que se paralizara el proyecto.
Durante la Segunda Guerra Mundial, particularmente en el Asedio de Varsovia y el Alzamiento de Varsovia, la barbacana quedó destruida en gran parte, al igual que la mayor parte de los edificios del centro histórico. Fue reconstruida tras la guerra, entre 1952 y 1954, sobre la base de aguafuertes del siglo xvii, debido a que el nuevo gobierno decidió que sería más barato reconstruir la barbacana y las murallas cercanas como atracción turística que reconstruir los edificios de viviendas. En su reconstrucción, se usaron ladrillos de edificios históricos demolidos en las ciudades de Nysa y Breslavia; se reconstruyó la mayor parte de la barbacana, excepto dos puertas exteriores y la torre más antigua en el lado del centro histórico. Actualmente es una popular atracción turística.